# Draga pri Šentrupertu
Draga pri Šentrupertu is een plaats in Slovenië en maakt deel uit van de gemeente Šentrupert in de NUTS-3-regio Jugovzhodna Slovenija. De plaats telde 140 inwoners op 1 januari 2020.